# David Ferreira
David Arturo Ferreira Rico (* 9. srpna 1979) je kolumbijský fotbalový záložník, od roku 2018 působící v kolumbijském klubu Unión Magdalenda. S reprezentací Kolumbie vyhrál Copa América 2001.

## Klubová kariéra
S fotbalem začal v divizním týmu Expreso Palmira. V roce 1999 přestoupil do druholigového Realu Cartagena. Nezahrál si ani jeden zápas, byl ale v týmu, který vyhrál ligu a postoupil do Categoría Primera A. V roce 2000 přestoupil do América de Cali, kde pomohl ke třem ligovým titulům v řadě. V roce 2005 přestoupil do brazilského CA Paranaense. V roce 2008 šel na půlroční hostování do SAE, do Al Shabab, kde pomohl k titulu. V roce 2009 byl poslán na hostování do amerického týmu FC Dallas v Major League Soccer. V sezoně 2010 zaznamenal 8 gólů a 13 asistencí a byl vyhlášen nejlepším hráčem ligy. Pomohl Dallasu do finále ligy, v utkání vstřelil gól, ale na vítězství to nestačilo. Na konci sezony do Dallasu přestoupil. V dubnu 2011 se ale v utkání proti Vancouveru vážně zranil a do hry se vrátil až 4. července 2012. Byl kapitánem Dallasu v sezoně 2013, nikdy se už ale nevrátil do formy před zraněním, odmítl prodloužit smlouvu a po sezoně se vrátil do Kolumbie. Kariéru ukončil před začátkem sezony 2019/20.

## Reprezentační kariéra
Ferreira za reprezentaci Kolumbie odehrál 39 zápasů. V roce 2001 s Kolumbií vyhrál turnaj Copa América; na Copě si zahrál i v letech 2004 a 2007.

## Soukromý život
Jeho synem je fotbalista Jesús Ferreira.